# Советский комитет тюркологов
Сове́тский комите́т тюрко́логов образован 11 октября 1973 года Постановлением Президиума Академии наук СССР № 758 «в целях улучшения координации научных исследований в области тюркологии, а также усиления международных контактов и научного сотрудничества с тюркологами зарубежных стран». Председателем Советского комитета тюркологов стал член-корреспондент АН СССР (в дальнейшем — академик) А. Н. Кононов.
Постановлением Президиума Академии наук СССР от 3 января 1974 года были утверждены состав Советского комитета тюркологов из 35 членов и Бюро комитета из 11 человек.
В становлении Советского комитета тюркологов значительную роль сыграли крупные учёные-тюркологи: А. Н. Кононов, Г. Х. Ахатов, П. А. Азимов, Н. З. Гаджиева, Э. Р. Тенишев (с 1986 года — председатель Комитета) и другие.
Советский комитет тюркологов выпускал научный журнал «Советская тюркология» (главные редакторы М. Ш. Ширалиев, Э. Р. Тенишев).
Правопреемником Советского комитета тюркологов является Российский комитет тюркологов.